# Chu'unthor
Chu'unthor je bila vesoljska ladja, hkrati pa tudi mobilna akademija za Jedije v filmu Vojna zvezd. Zgrajena je bila 400 let pred časom v prvi epizodi (Grozeča prikazen). Gradnjo te ladje je nadzoroval mojster Yoda.